# Schlacht von Mạo Khê
Haiphong – Hanoi – Papillon – Léa – Ceinture – Route Coloniale 4 – Vĩnh Yên – Mạo Khê – Sông Đáy – Hòa Bình – Nghia Lo
– Lorraine – Nà Sản – Bretagne – Adolphe – Laos I – Atlante – Camargue – Hirondelle – Brochet – Mouette – Laos II – Điện Biên Phủ –  Mang-Yang-Pass
Bei der Schlacht von Mạo Khê versuchten die Viet Minh, den Verteidigungsring des Delta des Roten Flusses durch einen Angriff regulärer Truppen zu durchbrechen. Den französischen Kolonialtruppen gelang bei den Gefechten vom 27. März bis zum 30. März 1951 die Abwehr des Angriffs. Auf vietnamesischer Seite firmierten die Gefechte unter dem Namen Operation Hoanh Hoa Tham II.

## Vorgeschichte

Machtverhältnisse im Indochinakrieg 1950

Die vietnamesische Militärführung unter Vo Nguyen Giap sah sich durch die seit 1950 eintreffende chinesische Militärhilfe in der Lage, im Indochinakrieg zunehmend reguläre Militäroperationen durchzuführen. Die vietnamesische Führung versuchte 1950 aus den von ihr kontrollierten ländlichen Regionen in das dichtbesiedelte Delta des Roten Flusses vorzustoßen. Bei der Schlacht von Vĩnh Yên im Januar 1951 konnten die französischen Truppen unter Jean de Lattre de Tassigny einen solchen Versuch verhindern und fügten dabei den Viet Minh schwere Verluste zu.

## Verlauf
Giap wollte einen erneuten Versuch unternehmen, das Delta anzugreifen. Als Angriffsort wählte er das Dorf Mao Khe aus. Dieses lag rund 20 Kilometer nordwestlich des wichtigsten Hafens von Tonkin Haiphong. Giap setzte dazu 21 Bataillone der Divisionen 308, 312 und 316 in Marsch.
Von französischer Seite wurde Mao Khe von rund 400 Mann verteidigt. Die Truppe setzte sich mehrheitlich aus profranzösischen Partisanen des Thổ-Volkes zusammen. Hinzu kam eine Kompanie senegalesischer Kolonialinfanterie sowie eine Panzerwagenkompanie des Régiment d'infanterie coloniale du maroc. Am 27. März begann der Angriff der Viet Minh mit Mörserfeuer und dem Einsatz von Todesfreiwilligen mit Sprengmitteln. Die französische Seite brachte Fallschirmjäger des 6e BPC heran. Die französischen Truppen erhielten massiv Unterstützung aus der Luft sowie durch Schiffsartillerie. Den französischen Truppen gelang es, die Angriffe der Viet Minh abzuschlagen. Am 30. März zogen sich diese zurück.

## Folgen
Die genauen Verlustzahlen der Viet Minh sind unbekannt. Französische Truppen zählten rund 400 zurückgelassene Leichen auf dem Gefechtsfeld. Die französische Seite gab ihre Verluste mit 40 Toten sowie 150 Verwundeten an. Giap versuchte weiterhin seine Strategie des Einbruchs in das Delta zu verfolgen. Daraus folgte die Schlacht am Đáy-Fluss im Sommer 1951.